# Аргунская ТЭЦ
Аргунская ТЭЦ (ТЭЦ-4, ранее — Шалинская ТЭЦ) — разрушенная в годы Первой чеченской войны (1994—1996) теплоэлектроцентраль, расположенная в городе Аргун Чеченской республики России. В настоящий момент — объект незавершенного строительства.

## История
Аргунская (Шалинская ТЭЦ) была введена в эксплуатацию в 1962 году для обеспечения электроэнергией и теплом промышленных предприятий города Аргун и имела мощность 12 МВт. В ходе второй чеченской войны электростанция была частично разрушена, основная часть оборудования не подлежала восстановлению.

## Восстановление
Первые попытки восстановления Аргунской ТЭЦ были осуществлены в 2001—2004 годах. В декабре 2004 года был введён в строй первый турбоагрегат мощностью 6 МВт. Из-за несоблюдения требований по длительной консервации и использования неочищенной воды вскоре часть оборудования пострадала и была признана непригодной для дальнейшей эксплуатации.
Новый проект восстановления и реконструкции Аргунской ТЭЦ в 2009 году вошёл в перечень приоритетных инвестиционных проектов Чеченской республики Кредитную линию на восстановление и модернизацию ТЭЦ с увеличением мощности до 50 МВт открыл Евразийский банк развития.
В 2011 году Аргунская ТЭЦ была введена в эксплуатацию по временной схеме для выдачи тепловой энергии (в режиме котельной), но после завершения осенне-зимнего отопительного периода 2012—2013 годов станция прекратила снабжать тепловой энергией потребителей города Аргун.
Фактически мероприятия по реконструкции не были осуществлены и станция осталась объектом незавершенного капитального строительства. В 2014 году проект исключен из перечня приоритетных инвестиционных проектов республики.

## Описание
В 2011—2013 годах Аргунская ТЭЦ работала в режиме котельного оборудования (без отпуска электрической энергии), имела установленную тепловую мощность 80 Гкал/ч и являлась единственным источником тепловой энергии в зоне централизованного теплоснабжения города. ТЭЦ поставляла редуцированный пар для технологического теплоснабжения ГУП «Сахарный завод». Полезный отпуск тепловой энергии в 2013 году — 61,9 тыс. Гкал, в том числе 30,4 тыс. Гкал в паре.
Основное оборудование включало два котла Е-50-3,9-440 ГМ и один не введённый в эксплуатацию турбогенератор П-6-3,5/0,5-1. Основное топливо — природный газ.
На распределительном устройстве станции (ПС Аргунская ТЭЦ) установлено два трансформатора единичной мощностью 16 МВА.